# Statul Al Qadarif
Statul Al Qadarif este una dintre cele 17 unități administrativ-teritoriale de gradul I ale Sudanului. Reședința sa este orașul Al Qadarif.